# Antonio Scaduto
Antonio Massimiliano Scaduto ou plus simplement Antonio Scaduto (né le 1er décembre 1977 à Augusta, en Sicile) est un kayakiste italien pratiquant la course en ligne, spécialiste du K2 500 m et du K2 1000m, qui a remporté la médaille de bronze du K2 1000 m aux Jeux olympiques de Pékin en 2008, associé à Andrea Facchin.